# Merry-Joseph Blondel
Merry-Joseph Blondel   (París, 25 de juliol de 1781 - antic 10è districte de París, 12 de juny de 1853) fou un pintor neoclàssic francès. Retratista i pintor d'història, cercà els seus temes en la mitologia grecoromana, i en la història medieval, seguint l'anomenat a França gust troubadour (trobador) de la primera meitat del segle xix, però amb un tractament pictòric i estètic neoclàssics.

## Biografia
Fill de Joseph-Armand Blondel, pintor decorador i membre de l'Acadèmia de Sant Lluc, i de Marie-Geneviève Marchand, amb catorze anys entrà a treballar a una notaria. Dos anys més tard, comença l'estudi del dibuix decoratiu en la manufactura de porcellanes Dihl et Guerhard i més endavant és alumne de Jean-Baptiste Regnault. Després de rebre alguns premis en el seu estudi, el 1803 guanya el Premi de Roma pel seu Enees carregant amb el seu pare Anquises (París, Escola Nacional Superior de Belles Arts); a causa de les circumstàncies bèl·liques europees, hagué d'esperar al 1809 per a realitzar el viatge. A Roma es va trobar amb Jean-Auguste-Dominique Ingres, en el tercer any de la seua beca, i hi van mantenir l'amistat en anys posteriors, tot i rivalitzar també en honors i encàrrecs oficials.
De retorn a París, es presentava regularment a les exposicions del Saló organitzades per l'Acadèmia de Belles Arts. En el Saló del 1817, el primer de la Segona Restauració, al qual es presentà un gran nombre d'obres basades en motius medievals i renaixentistes, amb els monarques com a eix de la narració per a fer oblidar el recent passat revolucionari, obtingué medalla d'or del jurat per la seva Mort de Lluís XII, sobrenomenat el Pare del poble (Tolosa de Llenguadoc, Museu dels Agustins). En el Saló del 1824, amb Ingres, rebé la Legió d'Honor per un retrat de Carles X. El mateix any li concediren una càtedra en l'Escola de Belles Arts, tot i que el seu ingrés en l'Acadèmia s'ajornà fins al 1632.
Per encàrrec del Govern de la Restauració treballà, a l'oli, en la decoració dels palaus de Fontainebleau, Versalles, el Louvre i en la Borsa de París. Per a la Galeria de Diana del Palau de Fontainebleau pintà una sèrie d'escenes mitològiques, a l'oli i sobre guix, com ara Diana atreta per Cupido cap a l'adormit Endimió, datada del 1820, o Hèrcules apoderant-se de la cérvola de Cerinea, plafó datat del 1825. El 1827 i el 1828 treballà en l'ornamentació de l'escala i els sostres de les sales del Consell d'Estat del Palau del Louvre. Per a la Sala de la donació de Camondo o Segona sala del Consell d'Estat pintà a l'oli i amb grisalla La França rebent de Lluís XVIII la Carta Constitucional envoltat pels reis legisladors i jurisconsults, i per al sostre de la Sala de la donació de Thiers, França victoriosa a Bouvines, al·legoria de la batalla de Bouvines que donà la victòria el 1214 a Felip II sobre les tropes aliades d'anglesos, flamencs i imperials. També al 1828 i per encàrrec estatal pintà El triomf de la Religió sobre l'Ateisme (Lo Puèi de Velai, Museu Crozatier), com si fos un Ars moriendi medieval.
La Revolució de juliol i l'ascens al tron de Lluís Felip I no posà pas fi als encàrrecs oficials. El mateix Lluís Felip li va encarregar el seu retrat eqüestre per a la Sala de la Pau del Palau de les Teuleries (Palau de Versalles). Per al museu històric de Versalles i per encàrrec de Lluís Felip va pintar entre el 1835 i el 1846 una sèrie de retrats de reis, guerrers i cavallers croats, entre ells els d'Enric I, Robert Guiscard, Ramon IV de Tolosa, Ricardo Cor de Lleó, Balduí I de Jerusalem  i Bohemon I d'Antioquia.
Al març del 1839, acompanyat de la segona esposa, Louise Emélie, filla del retratista Pierre-Maximilien Delafontaine, viatjà a Roma, on Ingres dirigia l'Acadèmia de França. Pel llibre de comptabilitat de la seua esposa, Madeleine Ingres, es pot seguir el viatge que les dues parelles van emprendre a començament del mes de maig a Úmbria i les Marques en Pelegrinatge rafaelesc. A més d'Urbino, van visitar Ravenna, Ancona, Pesaro i segurament Assís, per a retornar a Roma a juny, perquè el 17 d'aquest mes va fer una vista de Roma conservada juntament amb altres dibuixos presos durant el viatge en el Museu Ingres Bourdelle de Montalban.
Va morir el 1853, després d'haver acabat unes pintures murals a l'església de Sant Tomàs d'Aquino de París.

## Galeria d'imatges

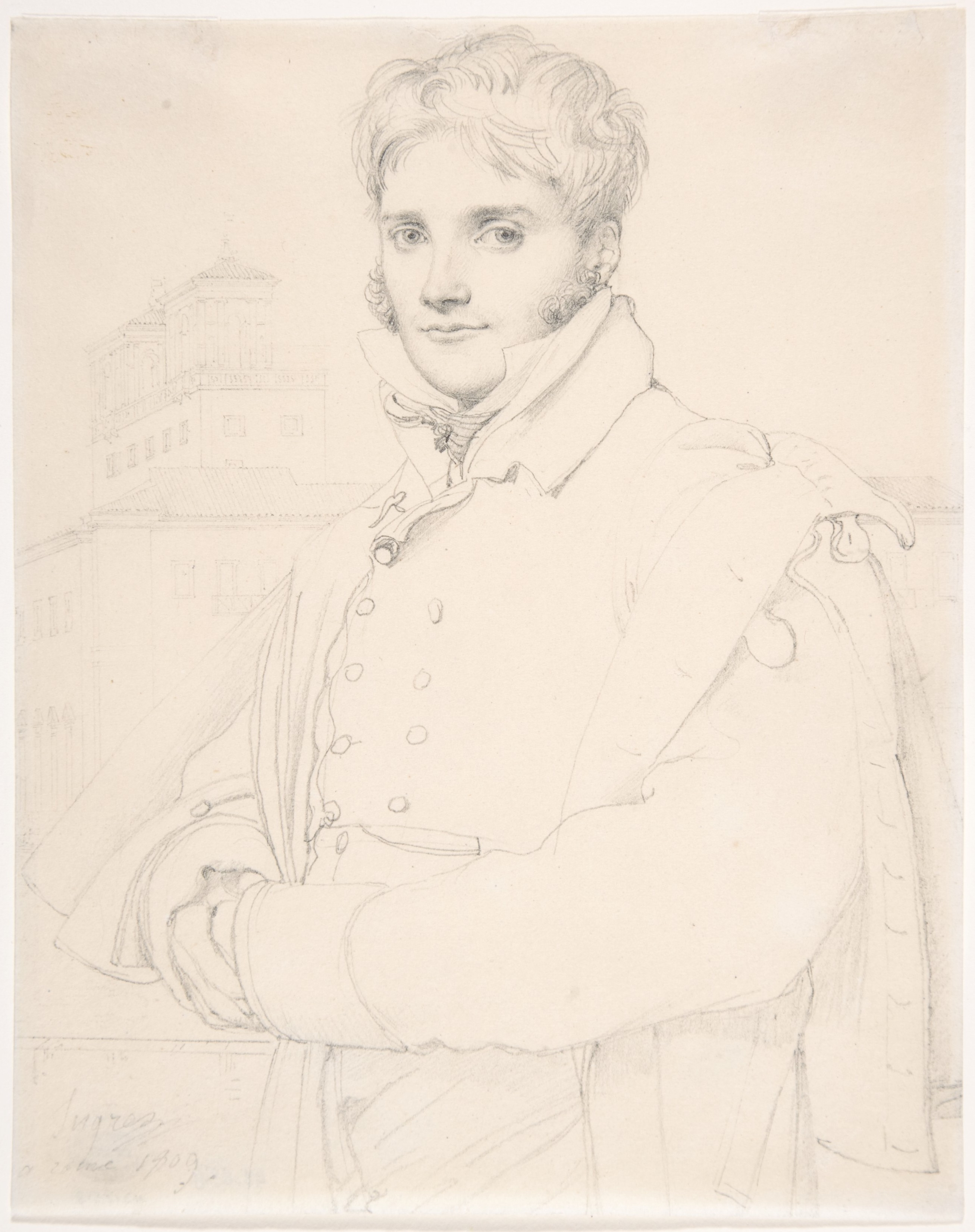
Jean Auguste Dominique Ingres, retrat al grafit de Merry-Joseph Blondel, el 1809, amb la Vil·la Mèdici al fons. Nova York, Metropolitan Museum of Art.
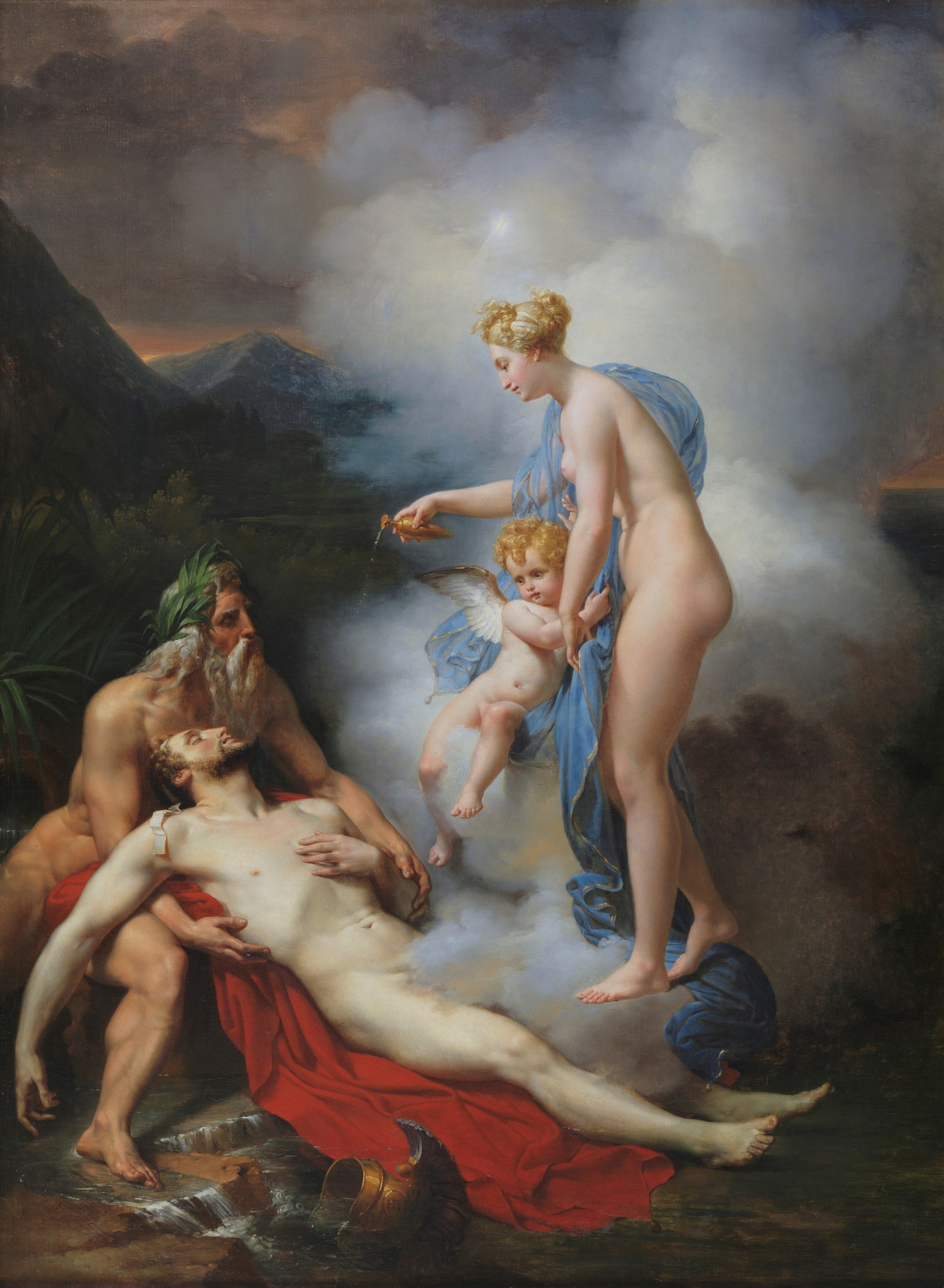
La deïficació d'Enees, oli sobre tela, 127 x 96 cm, Madrid, Museu del Prado.
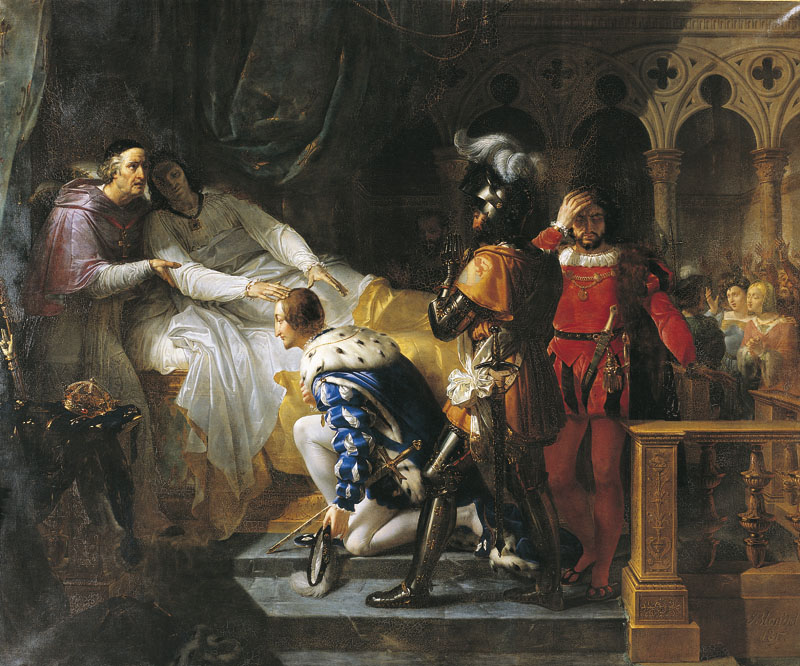
Museu dels Agustins.